# Ruhr-Atoll

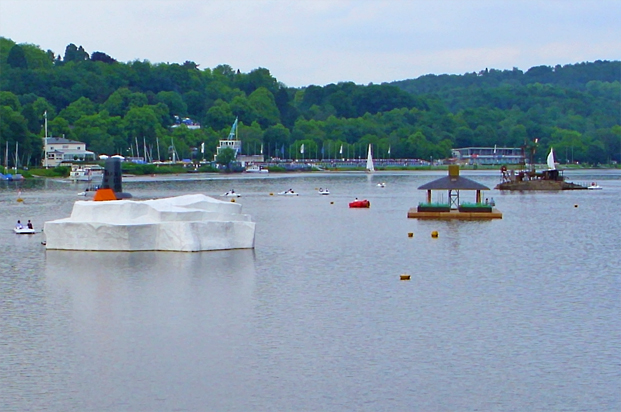
Ruhr-Atoll

Das Ruhr-Atoll war ein Kunstprojekt, das von Mai bis Oktober 2010 auf dem Baldeneysee in Essen zu sehen war. Es umfasste vier künstliche Inseln, die auf dem See installiert waren, sowie die Ruhr-Atoll-Halle, in der die Modelle dieser und weiterer Entwürfe für das Projekt ausgestellt waren. Ursprünglich Folkwang-Atoll genannt, war dies ein Projekt des Gelsenkirchener Konzeptkünstlers Norbert Bauer, das im Rahmen des Projektes RUHR.2010 – Kulturhauptstadt Europas realisiert worden war.

## Die Atoll-Inseln
Die vier künstlichen Inseln des Ruhr-Atolls, von denen drei betreten werden konnten, waren nur mit Tretbooten zu erreichen. Das Motto Kunst ist Energie – Energie ist Bewegung galt auch für die Besucher.
Im Oktober 2010 war das Projekt Ruhr-Atoll beendet. Die Insel ICEBERG war nicht winterfest und wurde abgerissen. Die verbleibenden drei Inseln lagen dann im Hafen des Ruhrverbandes vor Anker, um für sie bis zum Frühjahr 2011 Käufer zu finden und ein geschätztes sechsstelliges Defizit des Ruhr.2010-Projektes wieder einzufahren.
Die U-Boot-Insel mit der Aufschrift Ich kann, weil ich will, was ich muss liegt heute im Duisburger Innenhafen vor dem Museum Küppersmühle als Teil seiner ständigen Sammlung.

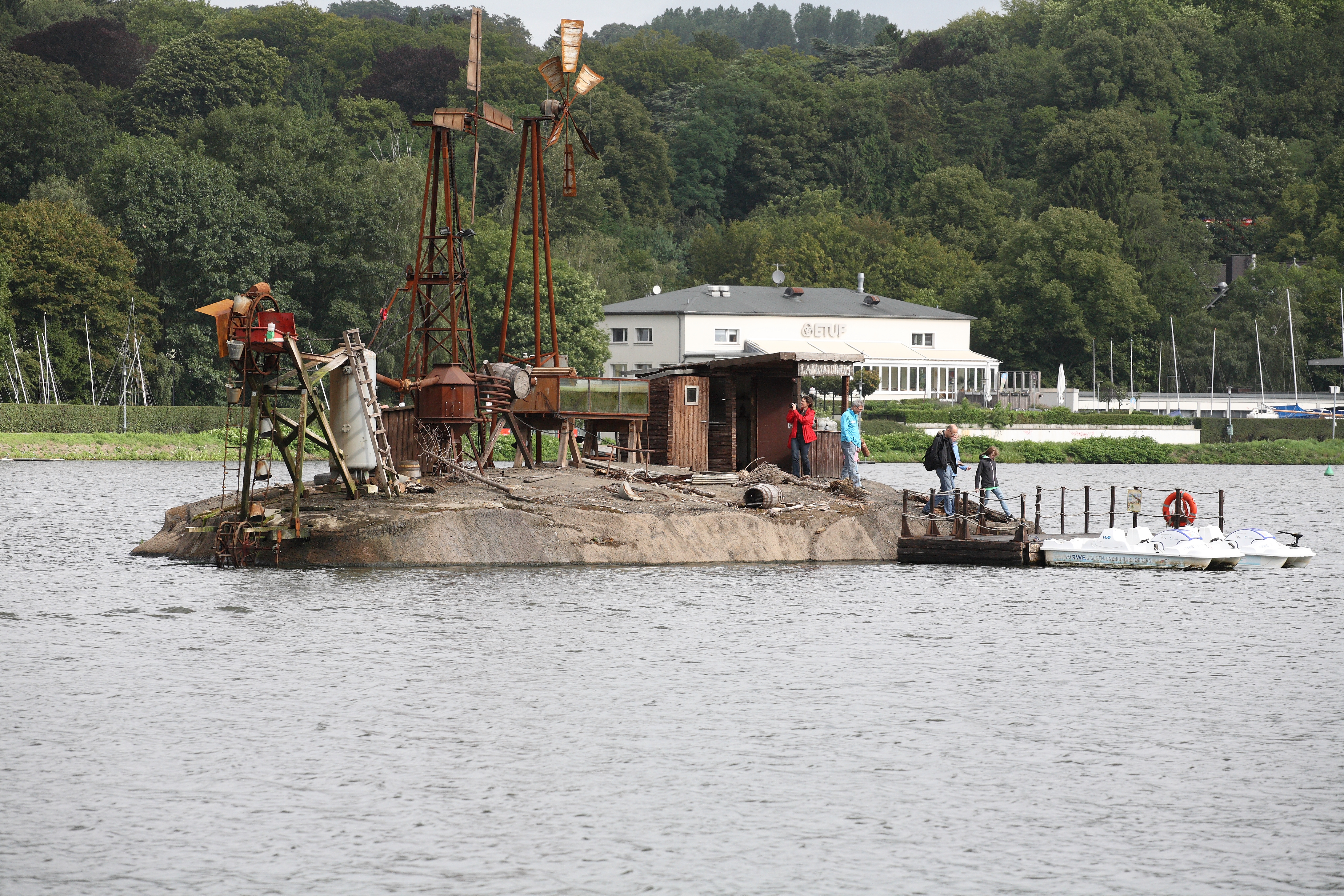
Projekt zur Erhaltung der natürlichen Ressourcen
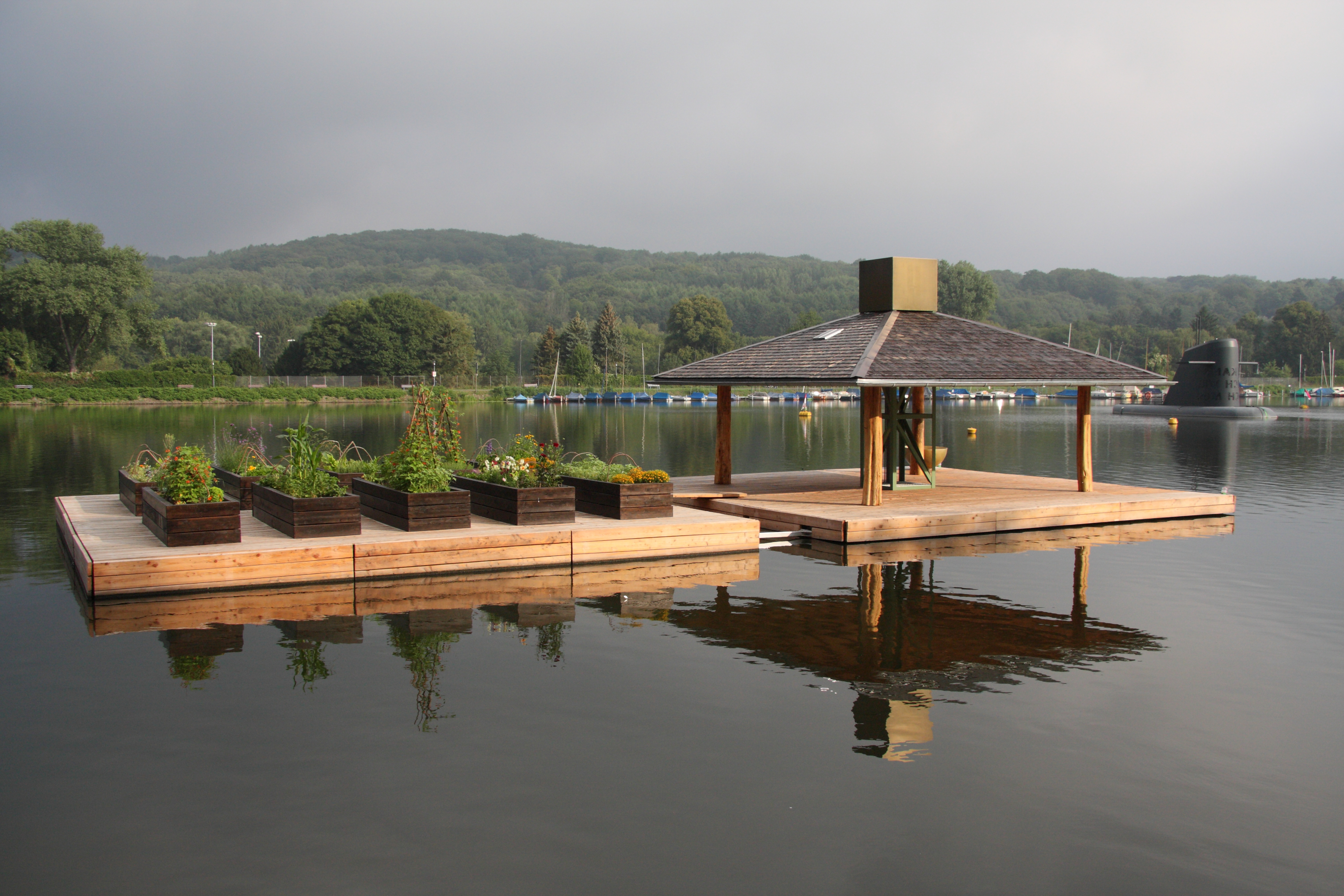
Frosch und Teemeister
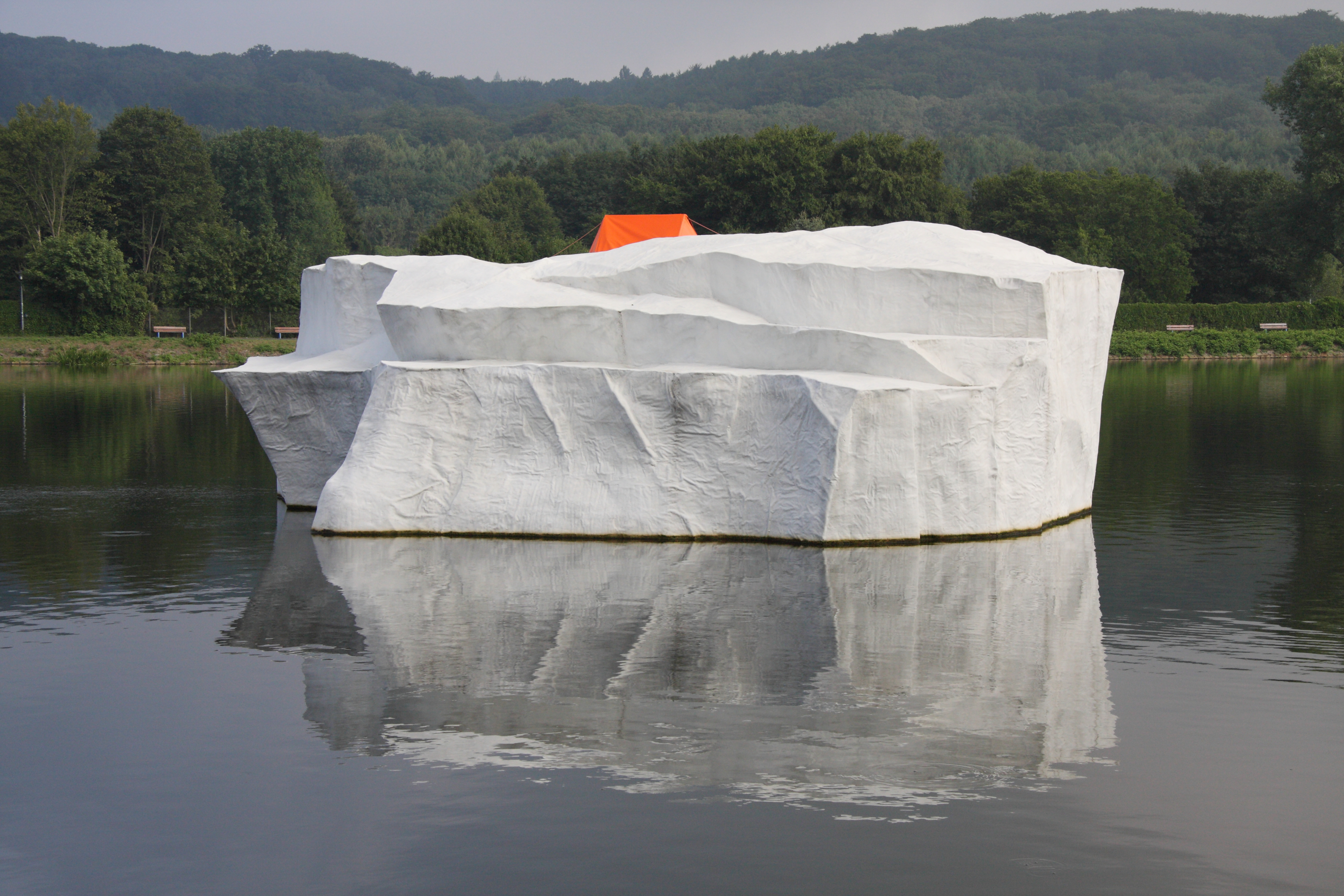
ICEBERG
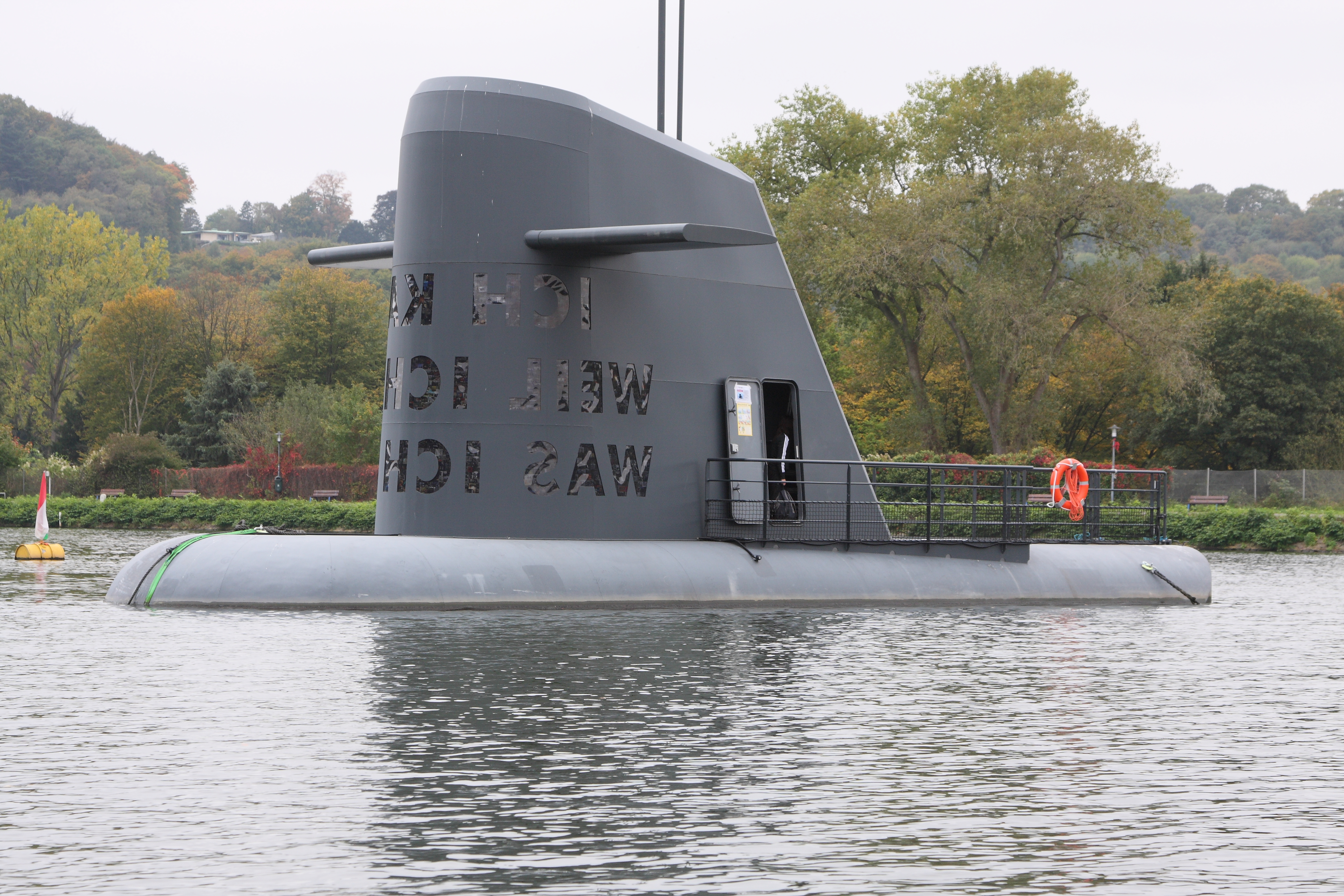
Ich kann, weil ich will, was ich muss

### Projekt zur Erhaltung der Natürlichen Ressourcen
Das russische Künstlerehepaar Ilja und Emilia Kabakow steuerte den Entwurf „Projekt zur Erhaltung der natürlichen Ressourcen“ bei. Rostige, quietschende und tropfende Mechanismen holten Wasser aus dem See, transportierten es über die Insel durch ein sogenanntes Labor, und zurück in den See. Die Arbeit ist ein hintersinniges Ensemble zur wissenschaftlichen Arbeit.

### Frosch und Teemeister
Zwei gleich große Inseln sind durch einen Steg verbunden. Eine solar angetriebene Wasserpumpe füllt einen Wassertank im Zentrum des Teehauses, von wo das Wasser über das Dach zurück in den See und in die zehn Beetkästen der anderen Insel strömt. Künstler Kazuo Katase und Architekt Michael Wilkens beschäftigten sich in dieser Arbeit mit den Grundbedürfnissen des Menschen. Diese Insel war als einzige nicht für Besucher begehbar.

### ICEBERG
Künstler Andreas Kaiser und Polarforscher Lars Kindermann haben einen künstlichen Eisberg entworfen. Oben auf dem Eis befindet sich ein oranges Zelt, das nachts beleuchtet ist. Im Inneren eingegraben ist ein Container, der an die PALAOA-Messstation (Perennial Acoustic Observatory in the Atlantic Ocean) des Alfred-Wegener-Instituts erinnert. Jeweils vier Besucher können für einige Minuten den ICEBERG betreten und im Inneren eines Containers Naturgeräusche und visualisierte Daten aus der Antarktis wahrnehmen.

### Ich kann, weil ich will, was ich muss.
Aus dem Wasser ragt der Aussichtsturm eines U-Boots, aus dessen Außenwänden als Schriftzug der kantsche Satz Ich kann, weil ich will, was ich muss. herausgeschnitten ist. Die so entstehenden
‚Fenster‘ werden durch themenbezogen Bilder in Form von Diapositivmaterial ausgefüllt. Der U-Boot-Turm hat die atomar bewaffnete Ohio-Bootsklasse der US-Marine zum Vorbild. Von außen erscheint die Arbeit von Künstler Andreas M. Kaufmann und Medienwissenschaftler Hans Ulrich Reck als zerstörerische Waffe, von innen wirkt sie wie eine Kapelle. Tagsüber durch Solarzellen auf den Tiefenrudern am Turm gespeicherte Energie speist eine Lampe, die nachts das Boot von innen beleuchtet.

## Geplante, aber nicht realisierte Vorschläge

### Marking Time
Der maltesische Künstler Norbert Francis Attard entwarf einen Apfelteppich, der in einem zwölf mal zwölf Meter großen Holzrahmen auf dem See schwimmen sollte. Der Apfel sollte sowohl durch die eigene Symbolkraft als auch durch die einsetzende Fäulnis die menschliche Vergänglichkeit darstellen und die Überflussgesellschaft anprangern. Dieses Projekt erzeugte, auch ohne realisiert zu werden, hitzige Diskussionen.

### Local – Global
Künstlerin C. U. Franks Entwurf eines überdimensionalen Rettungsrings sollte die Schwemminsel unterhalb des Wehrs am Baldeneysee umfassen. Je nach Witterung und Wasserstand ist diese Insel mal sichtbar, mal überspült. Der Entwurf wurde im Rahmen des Projektes nicht realisiert.

## Weitere Künstler
Ursprünglich waren 25 Inseln geplant. Diese Entwürfe gehören ebenfalls zum Ruhr-Atoll. Sie wurden unter anderem auch aus technischen Gründen nicht realisiert. Entwürfe kamen unter anderen von Otto Piene, Jan van Munster, Joep van Lieshout, Stefan Sous, Nils-Udo, Ugo Dossi, Magdalena Jetelová, Winter/Hörbelt, Franz West, Rolf Hinterecker, Gereon Lepper, Heinrich Brummack und Rudolf Knubel.

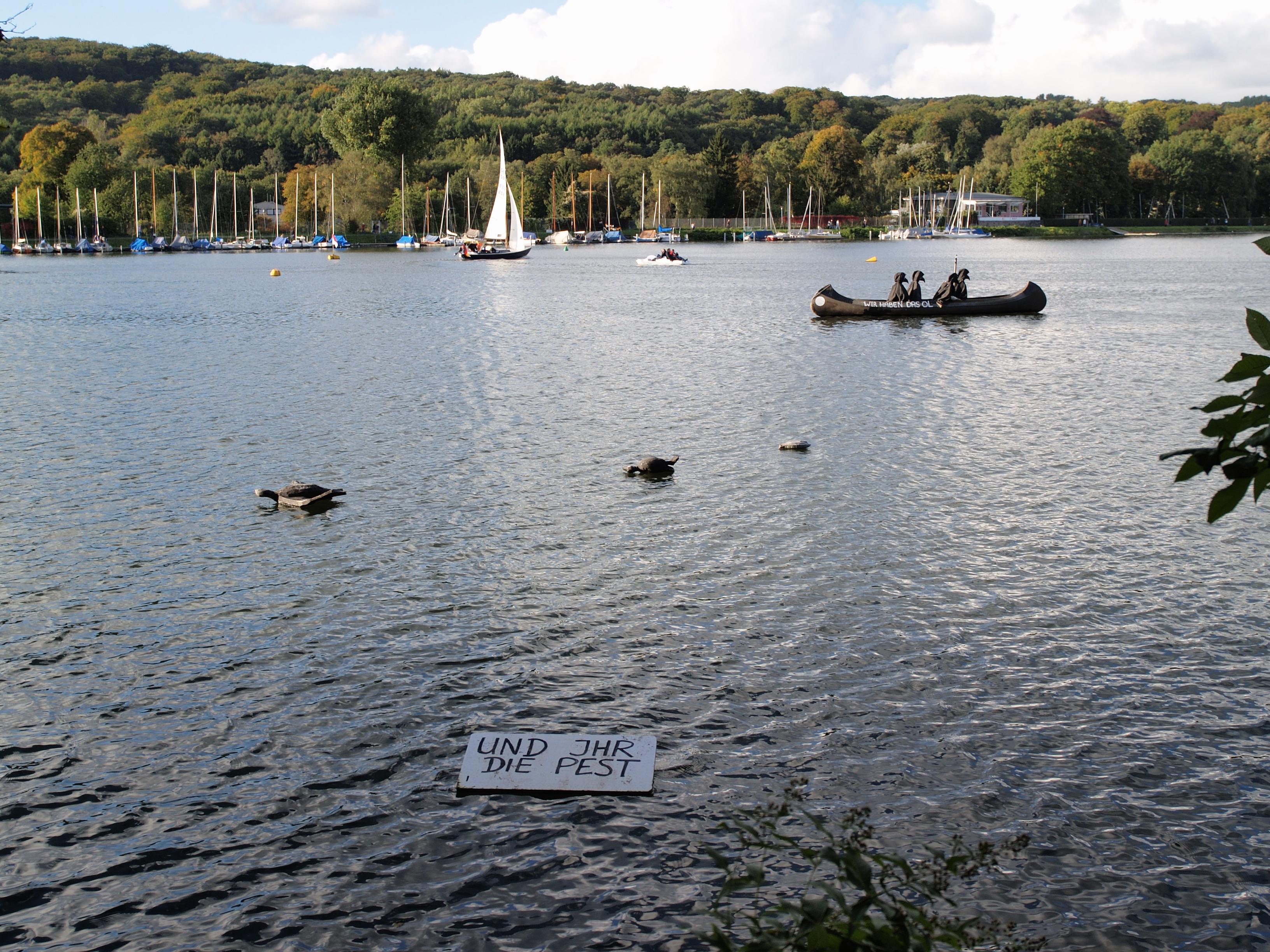
Aktion "Wir haben das Öl"

Der Kunstkreis Linse installierte eine Aktion während der Ausstellungswochen gegen Umweltverschmutzung wie die Ölpest im Golf von Mexiko oder lokale Verunreinigungen. Ein Kanu mit vier Geierattrappen besuchte alle vier Ruhr-Atolle, um mit ihnen zu interagieren, danach bezog es einen Standort am Rand des Sees. Die Aufschrift an der Seite Wir haben das Öl korrespondiert mit einem Schild am Ufer Und ihr die Pest sowie mehreren Vogel- und Fischattrappen. Nach Absprache mit den Kuratoren der Ruhr-Atoll-Kunstwerke wurde die Installation als Ergänzung aufgefasst.